# Аликулов, Хусниддин Рузиевич
Хусниддин Рузиевич Аликулов  (узб. Xusniddin Ro'zi oʻgʻli Aliqulov; род. 4 апреля 1999, Китаб, Кашкадарьинская область) — узбекистанский футболист, защитник клуба «Ризеспор» и национальной сборной Узбекистана.

## Биография
Воспитанник клуба «Машал». В 2011 году принимал участие в Детском кубке чемпионов. В 2017 году начал карьеру в составе «Машъал-2» в Первой лиге Узбекистана. В следующем сезоне выступал за основной состав «Машала» в Про-лиге Узбекистана.
В 2019 году перешёл в «Насаф». Дебют в чемпионате Узбекистана состоялся 18 апреля 2019 года в матче против «Андижана» (1:3). В составе команды становился серебряным призёром чемпионата (2020), обладателем Кубка Узбекистана (2021), участвовал в матчах за Суперкубок Узбекистана (2021, 2022), доходил до финала Кубка АФК (2021).
Провёл одну игру за молодёжную сборную Узбекистана до 21 года в 2018 году. С 2018 по 2021 год выступал за сборную Узбекистана до 23 лет. Участник чемпионата Азии 2020 года среди молодёжных команд. В составе национальной сборной Узбекистана дебютировал 3 сентября 2020 года в товарищеской игре против Таджикистана (2:1).

## Достижения
- Серебряный призёр чемпионата Узбекистана: 2020
- Обладатель Кубка Узбекистана: 2021
- Финалист Кубка АФК: 2021
- Узбекистон ифтихори (6 июня 2025 года) — за большой вклад в развитие и широкую популяризацию спорта в нашей стране, утверждение здорового образа жизни в обществе, проявленные истинное мужество и стойкость, образец высокого профессионализма и целеустремленности в отборочных турнирах среди сильнейших команд Азии по футболу и впервые в истории нашей Родины завоевание путёвки на чемпионат мира, ставшее большой победой, активное участие в деле приумножения славы Нового Узбекистана в мировом масштабе, воспитания молодого поколения в духе любви к Родине, национальной гордости и патриотизма[5]